# Линейни йероглифи
Линейните йероглифи са опростени йероглифи.
Линеарната писменост (или опростена писменост) е измислена, за да реши два големи проблема на свещената йероглифна писменост:
- спестява времето за изписване на един символ;
- неприложимост върху повърхности, които не позволяват гравиране.

Всъщност линейните йероглифи са били използвани в текстове, външният вид на които не е бил от особено значение. Докато свещената йероглифна писменост набляга на всеки един детайл при йероглифите, то в линеарната писменост се използва минимумът, позволяващ да бъде разбран знакът. И въпреки че линейните йероглифи запазват фигуративния си аспект, те са крачка напред към абстракцията, която на по-късен етап води до създаването на Йератическа писменост.